# Dyneburg (rejon)
Dyneburg (łot. Daugavpils rajons) – rejon w południowej Łotwie, funkcjonujący w latach 1949–2009.
Rejon graniczył z Białorusią i Litwą oraz z rejonami: Jēkabpils, Krasław, Preiļi i miastem wydzielonym Dyneburg.
Zniesiony 30 czerwca 2009, w ramach reformy administracyjnej.